# Камбьяго
Камбьяго (итал. Cambiago) — коммуна в Италии, в провинции Милан области Ломбардия.
Население составляет 5742 человека (на 2004 г.), плотность населения составляет 693 чел./км². Занимает площадь 7 км². Почтовый индекс — 20040. Телефонный код — 02.
Покровителем коммуны почитается святитель Зенон Веронский, празднование в последнее воскресение августа.